# Schima crenata
Schima crenata là một loài thực vật có hoa trong họ Theaceae. Loài này được Korth. miêu tả khoa học đầu tiên năm 1842.